# أولريش سوراو
أولريش سوراو (بالألمانية: Ulrich Surau)‏ هو لاعب كرة قدم ألماني في مركز الدفاع، ولد في 19 أغسطس 1952 في إميريش أم راين في ألمانيا. لعب مع ألمانيا آخن وإن إي سي نيميخن وبوروسيا مونشنغلادباخ وروت فايس إيسن ونادي بونر.

## وصلات خارجية
- أولريش سوراو على موقع قاعدة بيانات كرة القدم.إي يو (الإنجليزية)
- أولريش سوراو على موقع بيانات كرة القدم. دي إي (الألمانية)
- أولريش سوراو على موقع عالم كرة القدم.نت (الإنجليزية)